# Лавлейс, Джон, 4-й барон Лавлейс
Джон Лавлейс, 4-й барон Лавлейс (англ. John Lovelace, 4th Baron Lovelace; 1672 — 6 мая 1709) — английский аристократ и политический деятель, носил титул барона Лавлейс (с 1693 года).

## Биография
Джон Лавлейс происходил из аристократической семьи Лавлейсов; был сыном сэра Уильяма Лавлейса и его супруги Мэри Невилл. По линии отца он приходился правнуком Ричарда Лавлейса, 1-й барона Лавлейс. 
В 1693 году после смерти дяди Джона Лавлейса унаследовал его земли и титул барона Лавлейс, но при этом он испытывал финансовые трудности из-за долгов своего родственника.
В марте 1708 года Джон Лавлейс был назначен колониальным губернатором Нью-Джерси и Нью-Йорка, куда в сентябре того же года отправился вместе с женой и тремя сыновьями. В декабре 1708 года вместе с семьей и немецкими колонистами прибыл в Нью-Йорк, откуда вскоре отправился в Нью-Джерси, где был хорошо принят.
В течение нескольких месяцев Джон Лавлейс был губернатором колонии, но в мае 1709 года тяжело заболел и умер в возрасте 36/37 лет.

## Семья
Был женат на Шарлотте Клейтон, дочери сэра Джона Клейтона; у супругов было 6 детей, 4 из которых умерли в детстве:
- Джон Лавлейс (ум. 1709), наследовал титул отца, но в том же году умер от пневмонии;
- Невилл Лавлейс (1708—1736), наследовал старшему брату, как 6-й барон Лавлейс (1709—1736);
- Марта Боклерк[англ.] (1709/10 — 5 марта 1788) — аристократка, фрейлина.